# Carolyn Bertozzi
Carolyn Bertozzi (ur. 10 października 1966 w Bostonie) – amerykańska chemiczka, wykładowczyni Uniwersytetu Stanforda. W 2022 r. otrzymała Nagrodę Wolfa w dziedzinie chemii, wspólnie z Bonnie Bassler i Benjaminem Cravattem, oraz Nagrodę Nobla w dziedzinie chemii, wspólnie z Mortenem Meldalem i Barrym Sharplessem – za rozwój chemii „click” i chemii bioortogonalnej.